# Daniela Garmendia
Daniela Garmendia (Tuxtla Gutiérrez, Chiapas; 8 de enero de 1982) es una actriz mexicana. Después de participar en la telenovela Los Sánchez, en el 2004, se retira del mundo de las telenovelas por problemas personales, hasta 2011 cuando vuelve a las telenovelas con Emperatriz en el papel de Cynthia.

## Trayectoria
- Emperatriz (2011) .... Cynthia
- Los Sánchez (2004)
- Un nuevo amor (2003) .... Candela
- Como en el cine (2001) .... Esmeralda
- El preso de zacatecas (2001)
- Marea brava (1999) .... Trinidad
- Perla (1998) .... Josefina
- Al norte del corazón (1997)
- Mi querida Isabel (1996)

- Datos: Q5798820